# Rwanda
Rwanda, quốc hiệu là Cộng hòa Rwanda (tiếng Pháp: République Rwandaise; tiếng Anh: Republic of Rwanda; tiếng Rwanda: Repubulika y'u Rwanda), là một quốc gia nội lục tại Vùng hồ lớn trung đông Phi. Rwanda giáp Uganda, Burundi, Cộng hòa Dân chủ Congo và Tanzania. Rwanda có địa hình đồi và đất đai màu mỡ và có danh hiệu "Vùng đất của một nghìn quả đồi".
Rwanda là một trong những nước có mật độ dân số cao nhất Châu Phi. Nạn diệt chủng Rwanda năm 1994 dẫn tới cái chết của 1 triệu người chỉ trong 100 ngày nội chiến đẫm máu. Ngoài vụ thảm sát năm 1994, Rwanda cũng có một lịch sử xung đột lâu dài và tàn khốc, bạo lực và thảm sát hàng loạt.
Rwanda phụ thuộc vào nông nghiệp tự cung tự cấp, mật độ dân số cao và ngày càng tăng, đất đai thoái hóa và khí hậu bất thường khiến tình trạng nghèo đói và suy dinh dưỡng lan rộng và đã thành một nạn dịch quốc gia.

## Lịch sử

### Vương quốc Rwanda
Người Twa có lẽ đã từng sống trong và xung quanh Rwanda từ 35.000 năm. Theo truyền thuyết do những người châu Âu đầu tiên tới đây đưa ra, gồm cả John Hanning Speke, nhóm người Hutu đã tới Rwanda từ châu thổ sông Congo. Truyền thuyết này còn nói thêm rằng giữa thế kỷ XIV và XV, dân cư du mục đồng cỏ Tutsi đã tới đây từ Ethiopia, nơi họ lai một chút dòng máu da trắng. Theo cách này, những người định cư châu Âu giải thích nguồn gốc cái mũi hẹp và vóc dáng cao của nhóm người Tutsi—những đặc điểm được cho là riêng có của người da trắng.
Dù truyền thuyết này vẫn được lặp lại, thông thường là không có minh chứng về nguồn gốc, các nhà ngôn ngữ học và di truyền học hiện đại đặt nghi vấn về nó, câu chuyện có thể đã được kể lại tại những ngôi trường nông thôn thời thuộc địa và ngày càng đóng vai trò quan trọng trong xã hội Rwanda., Thực tế, Kinyarwanda, ngôn ngữ của tất cả những người dân Rwanda, đã thống nhất đất nước. Nếu một người coi ngôn ngữ hình thành nên cơ bản của chủng tộc, như ở các quốc gia Châu Phi khác, thì tất cả người dân Rwanda đều thuộc nhóm sắc tộc Kinyarwanda. Hơn nữa, tất cả người dân Rwanda đều có, như họ vẫn đang có, cùng tôn giáo và văn hóa, dù Thiên chúa giáo sau này có thể thay thế các đức tin truyền thống Rwanda. Vì thế, theo những tiêu chuẩn được nhiều người công nhận, tất cả người dân Rwanda đều thuộc một sắc tộc.
Rwanda thời tiền thuộc địa không còn lưu lại bất kỳ một văn bản nào, và điều thực tế đã diễn ra hiện chỉ còn lại lờ mờ sau những truyền thuyết do người châu Âu sáng tạo ra. Tuy nhiên, cái đã được biết rõ hiện nay là Vương quốc Rwanda đã từng ở trình độ tổ chức cao, là một xã hội đồng nhất, với tôn giáo và các câu truyện thần thoại riêng. Đất nước này, thậm chí khi ấy đã được biết đến vì tính kỷ luật của quân đội, đã thành công trong việc chống chọi các cuộc tấn công từ những kẻ ngoại bang, và tung ra những cuộc tấn công vào Vương quốc Burundi và vùng lãnh thổ phía tây hồ Kivu. Không có bằng chứng về sự bất hòa xã hội trước khi những người châu Âu đặt chân đến đây.
Về mặt lịch sử, Rwanda đã tồn tại như một vương quốc dưới sự quản lý tập trung trung ương của một vị vua. Người dân Rwanda luôn có một nền văn hóa, tôn giáo và ngôn ngữ (kinyarwanda) chung. Họ chỉ khác nhau về mặt xã hội tùy theo mức độ tài sản (bò). Thông thường, tầng lớp Batutsi sống bằng chăn nuôi bò. Tầng lớp Abahutu sống bằng nông nghiệp còn người Batwa hoặc làm đồ gốm hoặc chuyên diễn trò giải trí trong hoàng cung.
Tất cả ba tầng lớp trên đều phải đóng góp cho đức vua để đổi lấy sự bảo hộ và nhiều ân sủng khác. Người Batutsi mất gia súc vì dịch bệnh như Rinderpest sẽ trở thành người Bahutu và tương tự những người Bahutu có gia súc sẽ trở thành Batutsi nhờ thế leo lên một nấc trong hệ thống thứ bậc xã hội. Tính lưu động xã hội này đã bất ngờ chấm dứt khi chế độ quản lý thuộc địa xuất hiện. Những thứ từng là các cấp bậc xã hội cho tới thời điểm đó, trở thành dấu hiệu xã hội xác định không thể thay đổi và vì thế đã xuất hiện "các nhóm sắc tộc Tutsi, Hutus và Twa". Một số người thậm chí còn đi xa hơn khi tự cho mình là "các bộ tộc lớn của Rwanda".
Một hệ thống tòa án truyền thống được gọi là Gacaca đã từng được coi là phương tiện tài phán chính giải quyết các xung đột, đóng vai trò phán xử và hòa giải. Đức vua là vị quan tòa tối cao và là trọng tài cho những trường hợp cần tới ông giải quyết. Dù hệ thống này xuất hiện một cách tự nhiên, sự hài hòa và liên kết đã từng được thiết lập trong những người Rwanda bên trong quốc gia.

### Thời kỳ thuộc địa
Sau khi ký kết các hiệp ước với các vị thủ lĩnh vùng Tanganyika trong giai đoạn 1884-1885, Đức tuyên bố Tanganyika, Rwanda và Burundi là lãnh thổ của họ. Bá tước von Götzen đã gặp gỡ Tutsi Mwami lần đầu tiên năm 1894. Tuy nhiên, khi chỉ có 2.500 binh sĩ tại Đông Phi, Đức không muốn hành động nhiều trong việc thay đổi các cấu trúc xã hội tại hầu hết các vùng, đặc biệt là tại Rwanda. Sau cái chết của Mwami năm 1895, một giai đoạn bất ổn diễn ra. Những người Đức và các nhà truyền giáo khi ấy bắt đầu thâm nhập vào đất nước từ Tanganyika năm 1897-98.
Tới năm 1899 những người Đức đã có một số ảnh hưởng qua việc thiết lập một số cố vấn bên trong các triều đình của những vị thủ lĩnh địa phương. Đa phần thời gian của người Đức là để chiến đấu chống lại các cuộc nổi dậy tại Tanganyika, đặc biệt là cuộc chiến tranh Maji-Maji giai đoạn 1905-1907. Ngày 14 tháng 5 năm 1910, Hội nghị châu Âu tại Brussels ấn định các biên giới của Uganda, Congo, và Đông Phi thuộc Đức gồm cả Tanganyika và Ruanda-Urundi. Năm 1911, người Đức giúp người Tutsi tiêu diệt một cuộc nổi dậy của người Hutus ở vùng phía bắc Rwanda, những người không muốn chịu sự quản lý của chính quyền trung ương Tutsi.
Trong Thế chiến thứ I, năm 1916, các lực lượng Bỉ tiến từ Congo vào các thuộc địa vùng Đông Phi của Đức. Sau khi Đức thua trận, Bỉ chấp nhận Ủy trị của Hội quốc Liên năm 1923 cai quản Ruanda-Urundi cùng Congo, trong khi Anh Quốc chấp nhận Tanganyika và các thuộc địa khác của Đức. Sau Thế chiến II Ruanda-Urundi trở thành một "Lãnh thổ uỷ thác" Liên hiệp quốc do Bỉ quản lý. Người Bỉ đã can thiệp vào trong vùng ở mức độ trực tiếp cao hơn nhiều so với Đức và mở rộng giám sát cả lĩnh vực giáo dục và nông nghiệp. Nông nghiệp là lĩnh vực đặc biệt quan trọng sau hai trận hạn hán và những nạn đói năm 1928-29 và 1943. Những nạn đói đó đã dẫn tới những làn sóng di cư lớn của người Rwanda tới nước Congo láng giềng.
Những kẻ thực dân Bỉ cũng đã chấp nhận tầng lớp cai trị sẵn có trước đó, ví dụ, nhóm thiểu số Tutsi tầng lớp trên và các tầng lớp thấp hơn gồm người Hutus và người dân thường Tutsi. Tuy nhiên, vào năm 1926, Bỉ đã xóa bỏ các chức vụ "thủ lĩnh đất đai", "thủ lĩnh gia súc" và "thủ lĩnh quân đội" địa phương, và khi làm vậy họ đã tước đoạt của người Hutu quyền lực hạn chế của họ với đất đai. Trong thập niên 1920, dưới mối đe dọa quân sự, Bỉ cuối cùng đã giúp đỡ thành lập các vương quốc Hutu ở phía tây bắc, những vương quốc này được giữ quyền kiểm soát đất đai không thuộc sở hữu của Mwami, dưới sự quản lý của chính quyền hoàng gia Tutsi trung ương. Hai hành động này đã tước đi quyền chính trị của người Hutu. Những vùng đất to lớn, đã được tập trung hóa khi ấy bị chia thành nhiều vùng đất nhỏ thuộc quyền quản lý của các thủ lĩnh.
Việc phân chia những vùng đất của người Hutu khiến Mwami Yuhi IV tức giận, ông đã hy vọng tập trung hơn nữa quyền lực của mình tới mức độ đủ mạnh để tống khứ những người Bỉ. Năm 1931 những âm mưu của người Tutsi chống lại chính quyền Bỉ khiến người Bỉ hạ bệ Tutsi Mwami Yuhi. Việc này khiến người Tutsi đứng lên cầm vũ khí chống Bỉ, nhưng vì sợ ưu thế quân sự của Bỉ, họ không dám ra mặt nổi dậy.
Nhà thờ Cơ Đốc giáo La Mã và các chính quyền thuộc địa Bỉ coi người Hutu và người Tutsi là các dòng giống sắc tộc khác nhau dựa trên những khác biệt về hình thể và cách thức di cư. Tuy nhiên, vì sự tồn tại của nhiều người Hutu giàu có, những người có cùng tình trạng tài chính (nếu không phải là hình thể) tương tự người Tutsi, người Bỉ đã sử dụng thủ đoạn phân tầng xã hội dựa theo số lượng gia súc người đó sở hữu. Bất kỳ ai có mười con gia súc hoặc hơn được coi là một thành viên của tầng lớp quý tộc Tutsi. Từ năm 1935 trở về sau, "Tutsi", "Hutu" và "Twa" được ghi rõ trên chứng minh thư.
Nhà thờ Cơ Đốc giáo La mã, những nhà sư phạm chủ chốt trong nước, cũng góp phần mở rộng những sự khác biệt giữa Hutu và Tutsi. Họ phát triển những hệ thống giáo dục riêng biệt cho mỗi nhóm. Trong thập niên 1940 và 1950 đa phần sinh viên là người Tutsi. Năm 1943, Mwami Mutari III trở thành vị vua Tutsi đầu tiên cải đạo theo Cơ Đốc giáo.
Những kẻ thực dân Bỉ tiếp tục phải dựa vào tầng lớp quý tộc Tutsi để thu thuế và thực hiện các chính sách của mình. Họ duy trì ưu thế thống trị của Tutsi trong bộ máy hành chính thuộc địa và mở rộng hệ thống lao động Tutsi cho những mục đích thuộc địa. Liên hiệp quốc sau này đã chỉ trích chính sách này và yêu cầu tăng cường đại diện Hutu trong những vấn đề địa phương. Năm 1954 triều đình Tutsi của Ruanda-Urundi yêu cầu được độc lập khỏi Bỉ. Cùng lúc ấy họ đồng ý hủy bỏ hệ thống nô lệ giao kèo (ubuhake và uburetwa) những người Tutsi đã áp dụng với người Hutu cho tới thời điểm đó.
Trong thập niên 1950 và đầu thập niên 1960, một làn sóng Chủ nghĩa Liên Phi tràn khắp Trung Phi, với các nhà lãnh đạo như Julius Nyerere tại Tanzania và Patrice Lumumba tại Congo. Tình cảm chống thực dân nổi lên khắp Trung Phi, và một nền tảng chủ nghĩa xã hội cho sự thống nhất châu Phi cũng như sự bình đẳng cho tất cả người dân Châu Phi được xúc tiến. Chính Nyerere đã viết về sự phát triển các tầng lớp ưu tú của các hệ thống giáo dục, mà người Hutu coi là một bản cáo trạng về hệ thống giáo dục cho các tầng lớp ưu tú cho người Tutsi trong chính đất nước của họ.
Được khuyến khích bởi những người ủng hộ Thuyết Liên Phi, người Hutu tán thành Nhà thờ Cơ đốc giáo, và bởi những tín đồ Thiên Chúa giáo Bỉ (những người dần có ảnh hưởng ở Congo), tình cảm chống giới quý tộc Tutsi của người Hutu dần phát triển. Sự uỷ trị của Liên Hợp Quốc, tầng lớp lãnh chúa Tutsi, và những kẻ thực dân Bỉ đều góp phần vào tình trạng căng thẳng ngày càng tăng đó.
Phong trào "giải phóng" của người Hutu xuất hiện nhờ Gregoire Kayibanda, người sáng lập PARMEHUTU, và chính ông đã viết "Hutu Manifesto" năm 1957. Phong trào này nhanh chóng được quân sự hóa.
Để phản ứng, năm 1959, đảng UNAR được những người Tutsi với tham vọng giành độc lập ngay lập tức cho Ruanda-Burundi thành lập, dựa trên chế độ triều đình Tutsi sẵn có. Nhóm này cũng đã nhanh chóng được quân sự hóa. Những cuộc xích mích bắt đầu diễn ra giữa các nhóm UNAR và PARMEHUTU.
Sau đó vào tháng 7 năm 1959, Tutsi Mwami (Vua) Mutara III Charles mà những người Rwanda Tutsi cho là đã bị ám sát, khi ông qua đời sau khi được một bác sĩ Flemish tiêm vắc xin thông thường tại Bujumbura. Người em trai nửa dòng máu của ông trở thành vị vua tiếp theo của Tutsi monarch, Mwami (Vua) Kigeli V.
Tháng 11 năm 1959, các lực lượng Tutsi bắt giữ một chính trị gia Hutu, Dominique Mbonyumutwa, và những lời đồn đại về cái chết của ông ta đã gây ra tình trạng bạo lực chống lại người Tutsi được gọi là "làn gió phá hoại. " Hàng nghìn người Tutsi đã bị giết hại và hàng nghìn người khác, gồm cả Mwami, bỏ chạy tới nước Uganda láng giềng trước khi lực lượng đặc biệt của Bỉ tới vãn hồi trật tự. Nhiều người Bỉ sau này đã bị các lãnh đạo Tutsi lên án đã xúi giục những người Hutu gây ra bạo lực.
Những người tị nạn Tutsi cũng bỏ chạy tới tỉnh Nam Kivu của Congo, nơi họ tự gọi mình là Bunyamalengi. Cuối cùng họ trở thành một lực lượng chính trong Cuộc chiến tranh Congo thứ nhất và thứ hai.
Năm 1960, chính phủ Bỉ đồng ý tổ chức các cuộc bầu cử đô thị dân chủ tại Ruanda-Urundi, trong đó những đại diện người Hutu đã được cộng đồng Hutu đa số bầu lên. Sự thay đổi triệt để trong cơ cấu quyền lực này đa đe dọa hệ thống ưu thế có từ nhiều thế kỷ của người Tutsi được duy trì bởi chế độ quân chủ.
Một nỗ lực nhằm thành lập một nhà nước Ruanda-Urundi độc lập với sự phân chia quyền lực Tutsi-Hutu đã không thành công, chủ yếu bởi sự leo thang bạo lực. Chính phủ Bỉ, với sự hối thúc của Liên hiệp quốc, vì thế đã quyết định chia Ruanda-Urundi thành hai quốc gia riêng biệt, Rwanda và Burundi. Mỗi nước đều tổ chức bầu cử riêng năm 1961 để chuẩn bị cho nền độc lập.
Năm 1961, người Rwanda bỏ phiếu, thông qua cuộc trưng cầu dân ý và với sự hỗ trợ của chính phủ thuộc địa Bỉ, xóa bỏ chế độ quân chủ Tutsi và thành lập một chế độ cộng hòa. Dominique Mbonyumutwa, người sống sót sau cuộc tấn công trước đó, được chỉ định làm tổng thống đầu tiên của chính phủ chuyển tiếp.
Trái lại, Burundi thành lập một nhà nước quân chủ chuyên chế, và trong cuộc bầu cử năm 1961 dẫn tới độc lập, Louis Rwagasore, con trai của Tutsi Mwami và là một chính trị gia cũng như một nhà hành động chống chế độ thuộc địa uy tín, đã được bầu làm Thủ tướng. Tuy nhiên, ông nhanh chóng bị ám sát. Chế độ quân chủ, với sự trợ giúp của quân đội, nhờ thế nắm lấy quyền kiểm soát đất nước, và không cho phép các cuộc bầu cử khác diễn ra cho tới tận năm 1965.
Từ 1961 tới 1962, các nhóm du kích Tutsi đã bắt đầu tổ chức các cuộc tấn công vào Rwanda từ các nước láng giềng. Quân đội Rwanda với đa số là người Hutu đáp trả và hàng nghìn người đã thiệt mạng trong các cuộc xung đột.
Ngày 1 tháng 7 năm 1962, Bỉ, với sự giám sát của Liên hiệp quốc, trao quyền độc lập hoàn toàn cho hai nước. Rwanda được thành lập với tư cách một nhà nước cộng hòa nằm dưới quyền quản lý của Phong trào Giải phóng Hutu (PARMEHUTU) đa số, đảng đã hoàn toàn nắm được quyền kiểm soát chính trị trong nước ở thời điểm đó.
Năm 1963, một cuộc tấn công của du kích Tutsi vào Rwanda từ Burundi đã gây ra một làn sóng chống người Tutsi khác của chính phủ Hutu tại Rwanda, và ước tính 14.000 người đã bị giết hại. Để trả đũa, một liên minh kinh tế trước đó giữa Rwanda và Burundi đã bị giải tán và căng thẳng giữa hai nước gia tăng. Rwanda khi ấy đã trở thành quốc gia độc đảng với đa số Hutu chiếm ưu thế.

### Sau khi độc lập
Gregoire Kayibanda, người sáng lập PARMEHUTU (và cũng là một người Hutu) là tổng thống đầu tiên (từ 1962 tới 1973), tiếp sau là Juvenal Habyarimana (giữ chức tổng thống từ 1973 tới 1994). Habyarimana, cũng là một người Hutu (từ vùng tây bắc Rwanda), nắm quyền từ Kayibanda trong một cuộc đảo chính năm 1973, tuyên bố chính phủ không hiệu quả và thiên vị. Ông đặt đảng chính trị của riêng mình vào trong chính phủ. Hành động này xảy ra như một phần sự phản kháng với cuộc diệt chủng Burundi năm 1972, với kết quả là làn sóng những người tị nạn Hutu và tình trạng bất ổn xã hội sau đó. Nhiều người coi ông là một kẻ độc tài tàn nhẫn, dù, 20 năm cầm quyền của ông để lại dấu ấn bằng một chính sách bàn tay sắt chống lại cả những người Tutsi và những người Hutu ôn hòa phản đối ông. Ông khước từ tất cả những lời kêu gọi tổ chức tuyển cử tự do và phản đối những lời yêu cầu của người tị nạn Tutsi về quyền quay trở về của họ. (Tới thập niên 1990, Rwanda có tới một triệu người tị nạn, cả Tutsi và Hutu, sống rải rác ở các quốc gia láng giềng, tại Uganda, Congo, Burundi, và Tanzania.) Dù có những vấn đề như vậy, Rwanda vẫn có nền kinh tế khá thịnh vượng trong thời gian cầm quyền đầu tiên của chính quyền này.

### Quan hệ tương hỗ với các sự kiện tại Burundi
Tình hình tại Rwanda bị ảnh hưởng lớn từ tình hình Burundi. Cả hai nước đều có cộng đồng Hutu đa số, dù một chính phủ quân đội của người Tutsi đã cầm quyền tại Burundi trong nhiều thập kỷ. Sau vụ ám sát Rwagasore, đảng UPRONA của ông phân rẽ thành các nhánh Tutsi và Hutu. Một vị Thủ tướng người Tutsi đã được vương triều chọn lựa, nhưng, một năm sau vào năm 1963, triều đình buộc phải chỉ định một vị thủ tướng người Hutu, Pierre Ngendandumwe, trong nỗ lực nhằm đối phó với tình trạng bất ổn ngày càng tăng trong số người Hutu. Tuy nhiên, triều đình đã nhanh chóng phải thay thế ông bằng một vị hoàng tử Tutsi khác. Trong cuộc bầu cử đầu tiên tại Burundi sau độc lập, năm 1965, Ngendandumwe được bầu làm Thủ tướng. Ông ngay lập tức bị một kẻ cực đoan người Tutsi ám sát và được thay thế bởi một người Hutu là Joseph Bamina. Người Hutu thắng 23/33 ghế trong cuộc tuyển cử quốc gia vài tháng sau đó, nhưng triều đình hủy bỏ kết quả cuộc bầu cử. Bamina cũng nhanh chóng bị ám sát và vị quốc vương người Tutsi đưa thư ký riêng của mình, Leopold Biha, lên làm thủ tướng. Điều này dẫn tới một cuộc đảo chính của người Hut khiến Mwami phải bỏ chạy khỏi đất nước và Biha bị bắn (nhưng không chết). Quân đội dưới quyền chỉ huy ưu thế của người Tutsi, do Michel Micombero lãnh đạo đã phản ứng mãnh liệt: hầu như tất cả các chính trị gia Hutu đều bị giết hại. Micombero nắm quyền kiểm soát chính phủ và vài tháng sau hạ bệ một vị quốc vương Tutsi mới (con trai của nhà vua cũ) và xóa bỏ vai trò của triều đình. Sau đó ông đe dọa xâm lược Rwanda. Một chính quyền độc tài quân sự tồn tại ở Burundi trong 27 năm tiếp theo, cho tới cuộc bầu cử tự do năm 1993.
7 năm bạo lực không liên tục diễn ra tại Burundi (từ 1965 - 1972) giữa người Hutu và người Tutsi. Năm 1969 một cuộc thanh trừng người Hutu của giới quân sự Tutsi diễn ra. Khi ấy, một cuộc nổi dậy mang tính địa phương của người Hutu năm 1972 đã bị quân đội Burundi trong tay người Tutsi đàn áp dã man trong cuộc diệt chủng người Hutu tại Burundi lớn nhất, với con số người chết lên tới 200.000.
Làn sóng bạo lực này dẫn tới một làn sóng người tị nạn của người Hutu từ Burundi xuyên biên giới vào Rwanda. Hiện có nhiều người tị nạn cả Hutu và Tutsi sống ở khắp vùng, và căng thẳng tiếp tục gia tăng.
Năm 1988, tình trạng bạo lực của người Hutu chống lại người Tutsi trên khắp vùng miền bắc Burundi một lần nữa diễn ra, quân đội Tutsi trả đũa bằng cuộc thảm sát khiến hơn 20.000 người Hutu thiệt mạng. Một lần nữa hàng nghìn người Hutu buộc phải chạy tị nạn vào Tanzania và Congo tránh một cuộc diệt chủng người Hutu nữa.

### Nội chiến
Năm 1986, các lực lượng du kích của Yoweri Museveni tại Uganda đã nắm được quyền kiểm soát nước này, lật đổ nhà độc tài Uganda Milton Obote. Nhiều người tị nạn Rwandan Tutsi tại Uganda đã gia nhập các lực lượng nổi dậy của ông và khi ấy đã trở thành một phần của quân đội Uganda, được thành lập từ các lực lượng du kích của Museveni.
Tuy nhiên, người Uganda phẫn nộ với sự hiện diện của người Rwanda trong quân đội mới của mình, và vào năm 1986 Paul Kagame, một người Tutsi đã trở thành lãnh đạo cơ quan tình báo quân đội trong lực lượng quân đội Uganda mới của Museveni, đã thành lập RPF, Mặt trận Yêu nước Rwanda, cùng với Fred Rwigema. Họ bắt đầu huấn luyện đội quân của mình để xâm lược Rwanda từ Uganda, và nhiều người Tutsi từng ở trong quân đội Uganda gia nhập RPF. Kagame cũng nhận được sự trợ giúp huấn luyện quân sự từ Hoa Kỳ. Năm 1991, một đài phát thanh với những chương trình ủng hộ RPF từ Uganda được RPF thành lập.
Trước mối đe dọa từ RPF, quân đội Rwanda người Hutu của Juvénal Habyarimana cũng bắt đầu huấn luyện những thanh niên Hutu vào trong những đội quân không chính thức được gọi là Interahamwe (một thuật ngữ gần có nghĩa "những người cùng chiến đấu").
Năm 1990, đảng RPF của đa số Tutsi xâm lược Rwanda từ Uganda. Năm 1993, một số thành viên liên minh với chính phủ độc tài quân sự của Habyarimana phản ứng lại cuộc xâm lược của RPF với việc đài truyền thanh bắt đầu phát đi những chương trình chống Tutsi và khuyến khích cuộc tàn sát chống người Tutsi, sắc tộc mà họ cho rằng đang tìm cách tái lập chế độ nô lệ lên người Hutu. Tuy nhiên, sau ba năm chiến đấu và nhiều lần "ngừng bắn", chính phủ và RPF đã ký một thỏa thuận ngừng bắn "cuối cùng" vào tháng 8 năm 1993, được gọi là thỏa thuận Arusha, nhằm thành lập một chính phủ chia sẻ quyền lực. Tuy nhiên, không bên nào có vẻ sẵn sàng chấp nhận thỏa thuận, và những trận đánh tiếp diễn giữa hai phía.
Tình hình trở nên xấu đi sau khi vị tổng thống đầu tiên do dân bầu của Burundi, Melchior Ndadaye, một người Hutu, bị quân đội Burundi do đa số Tutsi lãnh đạo ám sát tháng 10 năm 1993. Tại Burundi, một cuộc nội chiến đẫm máu nổ ra giữa người Tutsi và Hutu sau cuộc thảm sát của quân đội, và hàng chục nghìn người, cả Tutsi và Hutu đã bị giết hại trong cuộc xung đột.
Cuộc xung đột này tràn qua biên giới vào Rwanda và khiến nền hòa bình mong manh tại Rwandan sau thỏa thuận Arusha nhanh chóng tan vỡ. Tình trạng thù địch Tutsi-Hutu nhanh chóng dâng cao.
Dù Liên hiệp quốc đã gửi một lực lượng hòa bình là Phái bộ Hỗ trợ Liên hiệp quốc cho Rwanda (UNAMIR) tới đây, nhưng lực lượng này không được cấp tiền, nhân sự và hoàn toàn không có hiệu quả trong cuộc nội chiến ở hai nước, như Trung tướng Roméo Dallaire đã viết trong cuốn Bắt tay với ma quỷ của ông.
Trong cuộc xung đột quân sự tại Rwanda, RPF bị cáo buộc ném bom thủ đô Kigali. Ngày 6 tháng 4 năm 1994, tổng thống người Hutu của Rwanda và vị tổng thống mới được bầu thứ hai của Burundi (cũng là một người Hutu) đều bị ám sát khi chiếc máy bay của họ bị bắn hạ, được cho là từ những quả tên lửa của quân đội Uganda, khi đang hạ cánh tại Kigali. Một tòa án Pháp đã cáo buộc hành động này thuộc các lực lượng RPF của Kagame. Tuy nhiên, Kagame, một chuyên gia tình báo quân sự và tuyên truyền luôn bác bỏ và cho rằng những người Hutu bất bình đã giết hại vị tổng thống của họ, cũng như vị tổng thống người Hutu của Burundi, để bào chữa cho cuộc diệt chủng khi ấy đang diễn ra với "sự tham gia của Pháp" cũng như du kích quân Hutu.
Trả đũa vụ ám sát hai vị tổng thống vào tháng 4, trong vòng ba tháng sau đó (tháng 4 - tháng 7 năm 1994) quân đội do người Hutu lãnh đạo và các nhóm du kích Interahamwe đã giết hại khoảng 800.000 người Tutsi và người Hutu ôn hòa trong cuộc "Diệt chủng Rwanda". Tuy nhiên, đảng RPF của người Tutsi tiếp tục tiến về thủ đô, và nhanh chóng chiếm vùng phía bắc, phía đông và phía tây đất nước vào tháng 6. Hàng nghìn thường dân khác bị giết hại trong cuộc xung đột. Các quốc gia thành viên Liên hiệp quốc từ chối những yêu cầu của UNAMIR về binh lính và tài chính. Trong lúc ấy, dù quân đội Pháp đã được triển khai để "ổn định tình hình, " họ chỉ có thể sơ tán những người ngoại quốc tại đây.
Từ tháng 7 đến tháng 8 năm 1994, quân đội RPF Tutsi của Kagame tiến vào Kigali và nhanh chóng chiếm các vùng còn lại của đất nước. Hơn hai triệu người Hutu đã phải bỏ chạy khỏi đất nước, gây ra Cuộc khủng khoảng người tị nạn Hồ lớn. Nhiều người tới vùng Đông Zaire (chủ yếu là tỉnh Bắc Kivu).
Từ năm 1994 tới 1996, chính phủ RPA của người Tutsi dưới sự lãnh đạo của Paul Kagame tiếp tục cuộc báo thù chống lại người Hutu ở Rwanda. Để tiếp tục các cuộc tấn công vào các lực lượng Hutu Interahamwe đã bỏ chạy sang Đông Zaire, các lực lượng RPA của Kagame xâm lược Zaire năm 1996, sau những cuộc đàm phán trước đó của Kagame với các quan chức Mỹ.
Trong cuộc xâm lược này Kagame liên minh với Laurent Kabila, một nhà cách mạng mác xít ở Đông Zaire người từ lâu kẻ thù của nhà độc tài Zaire, Mobutu Sese Seko. Kagame cũng được các lực lượng Uganda của Yoweri Museveni ủng hộ, hai người đã cùng được huấn luyện hồi cuối thập niên 1980, các lực lượng Uganda tấn công Zaire từ phía đông bắc. Sự kiện này bắt đầu được gọi là cuộc Chiến tranh Congo lần thứ nhất.
Trong cuộc chiến này, những người tị nạn Tutsi được trang bị vũ khí ở vùng Nam Kivu của Zaire, được gọi là Banyamulenge để phân biệt với những người Tutsi Rwanda, liên minh với các lực lượng Tutsi RDF chống lại những người tị nạn Hutu ở vùng Bắc Kivu, gồm cả nhóm du kích Interahamwe.
Giữa cuộc xung đột, Kabila, người có mục tiêu chủ yếu là hạ bệ Mobutu, dời các lực lượng của mình tới Kinshasa, và vào năm 1997, năm Mobutu Sese Seko chết vì ung thư tuyến tiền liệt, Kabila chiếm Kinshasa và trở thành tổng thống Zaire, sau đó được ông đổi tên thành Cộng hòa Dân chủ Congo.
Với thắng lợi của Kabila tại Congo, ông không còn muốn liên minh với quân đội Rwanda của phe Tutsi-RDF và các lực lượng Uganda nữa, và vào tháng 8 năm 1998 ông ra lệnh cho cả quân đội Uganda và Rwanda Tutsi rời khỏi Cộng hòa Dân chủ Congo.
Tuy nhiên, cả các lực lượng Rwanda Tutsi của Kagame và các lực lượng Uganda của Meseveni đều không có ý định rời khỏi Congo, và bối cảnh cho cuộc Chiến tranh Congo lần thứ hai hình thành.
Trong cuộc Chiến tranh Congo lần thứ hai, du kích quân của Banyamulenge tại tỉnh Kivu thuộc Congo muốn sáp nhập mình với Rwanda (khi ấy đã thuộc các lực lượng đa số Tutsi trong chính phủ Kagame). Kagame cũng muốn điều này, vừa để tăng cường sức mạnh của Rwanda khi có thêm vùng Kivu, và cũng tăng số dân Tutsi, mà Banyamulenge hy vọng sẽ trở thành hậu thuẫn chính trị quan trọng cho ông ở Rwanda.
Trong cuộc Chiến tranh Congo lần thứ hai, Uganda và Rwanda muốn giành lấy lãnh thổ Cộng hòa Dân chủ Congo khỏi tay các lực lượng Kabila, và hầu như đã thành công. Tuy nhiên, vì những vấn đề tài chính cá nhân liên quan tới nhiều vị lãnh đạo quanh vùng Nam Phi ở Congo (như Robert Mugabe và Sam Nujoma), các đội quân đã được phái tới hỗ trợ cho Kabila, đáng chú ý nhất là quân đội Angola và Zimbabwe. Những đội quân này đẩy lùi các lực lượng Rwanda Tutsi của Kagame và các lực lượng Uganda.
Trong cuộc xung đột lớn trong giai đoạn 1998 - 2002, trong đó Congo bị chia thành ba phần, nhiều nhóm du kích cơ hội, được gọi là Mai Mai, xuất hiện, được cung cấp bởi những tay buôn lậu vũ khí trên thế giới, kiếm lợi từ việc buôn bán vũ khí nhỏ, gồm cả Hoa Kỳ, Nga, Trung Quốc và các nước khác. Hơn 3.8 triệu người đã chết trong cuộc xung đột này, cũng như đa số thú vật sống trong vùng.
Laurent Kabila bị ám sát tại Cộng hòa Dân chủ Congo năm 2001, con trai ông, Joseph Kabila, lên nắm quyền. Nhiều người Congo cho rằng Joseph Kabila là con của một bà mẹ Tutsi Rwanda và người cha thực sự của ông là một người bạn của Laurent Kabila; ông đã được Laurent Kabila nhận làm con khi Laurent lấy bà mẹ người Rwanda của Joseph như một trong những người vợ của mình. Joseph nói thành thạo tiếng Rwanda và đã được giáo dục tại Tanzania, Uganda, Rwanda, và Trung Quốc. Sau khi làm việc 5 năm với tư cách tổng thống chính phủ chuyển tiếp, ông trúng cử trong một cuộc bầu cử tự do trở thành tổng thống năm 2006, phần lớn nhờ sự hỗ trợ có được từ Đông Congo.
Các lực lượng Uganda và Rwanda trong Congo bắt đầu đánh lẫn nhau để giành lãnh thổ, và du kích quân Mai Mai Congo, hoạt động mạnh nhất tại các tỉnh Nam và Bắc Kivu (nơi đa số người tị nạn sinh sống lợi dụng cơ hội xung đột để kiếm chác và mở rộng cuộc xung đột, đánh lẫn nhau, đánh các lực lượng Uganda và Rwanda, và thậm chí cả các lực lượng Congo).
Trớ trêu thay, chính Banyamulengi, nhóm người tị nạn Tutsi lớn ở Congo, đã góp phần chấm dứt cuộc xung đột. Mệt mỏi vì cuộc chiến kéo dài, họ nổi dậy chống quân đội Rwanda của Kagame và buộc lực lượng này phải rút về Rwanda, cho phép Kabila tái nắm quyền kiểm soát Đông Congo với sự hỗ trợ của các lực lượng Angola và Zimbabwe.
Quân đội RPF Rwanda cuối cùng đã rời Congo năm 2002, để lại một làn sóng bệnh dịch và thiếu dinh dưỡng tiếp tục giết hại hàng nghìn người mỗi tháng. Tuy nhiên, quân nổi loạn Rwanda tiếp tục hoạt động (tháng 5 năm 2007) ở miền đông bắc Congo và các vùng Kivu. Họ được cho là những kẻ còn lại của các lực lượng Hutu và không được phép quay trở lại Rwanda without facing genocide charges, yet are not welcomed in Congo and are pursued by DRC troops. In the first 6 months of 2007, over 260.000 civilians were displaced. Congolese Mai Mai rebels also continue to threaten people and wildlife. Dù có nỗ lực to lớn để giải giáp các nhóm du kích, với sự hỗ trợ của quân lính Liên hiệp quốc, những du kích quân cuối cùng chỉ chịu từ bỏ vũ khí năm 2007. Tuy nhiên, những cuộc xung đột đẫm máu ở các vùng đông bắc Congo giữa các bộ tộc địa phương tại vùng Ituri, ban đầu không liên quan tới cuộc xung đột Hutu-Tutsi nhưng đã trở thành một phần của cuộc Chiến tranh Congo lần thứ hai, vẫn tiếp diễn.
Tại Burundi, cuộc Nội chiến Burundi từ 1993 tới 2006 trùng khớp với cuộc Chiến tranh Congo lần thứ nhất và thứ hai. Ít nhất 300.000 người Burundi đã thiệt mạng, và người tị nạn sang Tanzania và Congo đã khiến rất nhiều người phải rời bỏ nhà cửa. Tháng 8 năm 2005, một người Hutu Thiên chúa giáo, Pierre Nkurunziza, được bầu làm tổng thống Burundi. Ít nhất ba thỏa thuận ngừng bắn đã được ký kết giữa các nhóm phiến loạn và các lực lượng Burundi, vào năm 2003, 2005, và tháng 9 năm 2006.
Sự ổn định tại Rwanda rõ ràng phụ thuộc vào sự ổn định ở Đông Cộng hòa Dân chủ Congo và Burundi.

### Sau nội chiến
Sau khi đảng RPF của người Tutsi nắm quyền kiểm soát chính phủ, Kagame đã đặt lên một vị tổng
thống người Hutu, Pasteur Bizimungu, năm 1994. Nhiều người tin rằng ông ta chỉ là một vị tổng thống con rối, tuy nhiên khi Bizimungu bắt đầu chỉ trích chính phủ Kagame năm 2000, ông đã bị lật đổ khỏi chức vụ tổng thống và chính Kagame lên nắm giữ chức này. Bizimungu ngay lập tức thành lập một đảng đối lập (the PDR), nhưng nó đã bị chính phủ Kagame cấm hoạt động. Bizimungu bị bắt giữ năm 2002 vì tội phản bội, kết án 15 năm tù, nhưng đã được thả ra theo lệnh ân xá của tổng thống năm 2007.
Sau khi nắm quyền kiểm soát chính phủ năm 1994 sau cuộc nội chiến, đảng RDF của người Tutsi đã viết lại lịch sử cuộc thảm sát và nêu các sự kiện theo quan điểm của họ trong hiến pháp năm 2003. Năm 2004, một buổi lễ được tổ chức tại Kigali ở đài Tưởng niệm Gisozi (do Aegis Trust tài trợ và được nhiều chính khách nước ngoài tham dự) để kỷ niệm năm thứ mười của cuộc thảm sát, và đất nước này dành ra một ngày quốc tang mỗi năm vào ngày 7 tháng 4 để kỷ niệm sự kiện này. Các lãnh đạo vụ thảm sát người Hutu đang bị xét xử tại Tòa án Tội phạm Rwanda, trong hệ thống Tòa án Quốc gia Rwanda, và, hầu hết ở gần đây, qua chương trình công lý chính thức Gacaca. Những báo cáo gần đây nêu ra một số vụ giết hại những người còn sống sót vì đã ra làm chứng tại gacaca.
Nhiều người cho rằng việc đưa ra tưởng nhớ vụ thảm sát mà không có sự chấp nhận những tội ác do đảng RDF của người Tutsi tiến hành là thiên lệch, và là một phần trong chiến dịch tuyên truyền đang diễn ra của chính phủ do người Tutsi quản lý, là chính phủ độc đảng ở thời điểm hiện tại. Tác giả cuốn Hotel Rwanda, Paul Rusesabagina, đã yêu cầu Paul Kagame, tổng thống hiện tại của Rwanda, phải được đưa ra xét xử như một tội phạm chiến tranh. Cuộc xâm lược Rwanda của Kagame năm 1990 và Zaire/Congo trong cuộc Chiến tranh Congo lần thứ nhất và thứ hai đã gây ra cái chết của hơn 4 triệu người.
Cuộc bầu cử đầu tiên từ cuộc xâm lược Rwanda của các lực lượng Kagame năm 1990 (và sự thành lập chính phủ quân sự Kagame năm 1994) được tổ chức năm 2003. Kagame, người đã được chính phủ của ông chỉ định làm tổng thống, sau đó đã "trúng cử" tổng thống với 95% số phiếu. Các đảng đối lập đã bị cấm tới ngay trước cuộc bầu cử năm 2003. Sau cuộc bầu cử, năm 2004, một sửa đổi hiến pháp cấm các đảng chính trị thể hiện liên minh với "Hutu" hay "Tutsi" đã được đưa ra. Tuy nhiên, đảng RPF, một tổ chức chính trị chủ yếu gồm người Tutsi, không bị giải tán và vì thế vẫn tiếp tục nắm giữ ưu thế của mình. Đa số nhà quan sát vì thế không tin cuộc bầu cử năm 2003 là tự do và mang tính đại diện cho đất nước. Cuộc bầu cử đã được so sánh với cuộc "bầu cử tự do" của đảng ZANU của Robert Mugabe tại Zimbabwe. Cuộc bầu cử tổng thống tiếp theo sẽ được tổ chức năm 2010.

### Tái thiết
Rwanda ngày nay đang phải chiến đấu để hồi phục và tái thiết, nhưng đã có những dấu hiệu về một sự phát triển khá nhanh chóng. Một số người Rwanda tiếp tục vật lộn với di sản của 60 năm chiến tranh.
Một cơ quan tham gia tái thiết Rwanda là Benebikira Sisters, một tổ chức các nữ tu sĩ Thiên chúa giáo, họ đang chú trọng vào giáo dục và y tế. Từ cuộc diệt chủng, các nữ tu đã cung cấp chỗ ở và nuôi nấng hàng trăm trẻ mồ côi, và lập ra các trường giáo dục cho thế hệ tiếp sau của Rwanda.
Các thị trường xuất khẩu chính của Rwanda là Bỉ, Đức, và Trung Quốc. Vào tháng 4 năm 2007, một thỏa thuận đầu tư và thương mại giữa Bỉ và Rwanda đã bắt đầu có hiệu lực. Bỉ đóng góp $25–35 triệu euro mỗi năm cho Rwanda.
Chương trình hợp tác của Bỉ với Bộ nông nghiệp và gia súc tiếp tục phát triển và tái thiết các cơ sở nông nghiệp trong nước. Nước này cung cấp các trang thiết bị nông nghiệp và giống cho Rwanda. Bỉ cũng giúp tái xây dựng ngành đánh bắt thủy sản trên Hồ Kivu, với giá trị US$470.000, năm 2001.
Ở Đông Rwanda, Sáng kiến Phát triển Săn bắn Clinton, cùng với Đối tác Sức khỏe, đang giúp đỡ cải thiện hiệu suất nông nghiệp, cải thiện chất lượng nước và các dịch vụ y tế, và giúp các sản phẩm nông nghiệp tiếp cận với các thị trường quốc tế.

## Chính trị
Sau thắng lợi quân sự của mình hồi tháng 7 năm 1994, Mặt trận yêu nước Rwanda đã tổ chức một chính phủ liên minh lỏng lẻo dựa trên thỏa thuận Arusha năm 1993. Mặt trận Quốc gia vì Dân chủ và Phát triển – đảng của Habyarimana đã xúi giục và tiến hành hệ tư tưởng diệt chủng– cùng với CDR (một đảng cực đoan Hutu khác) đã bị cấm hoạt động, với đa số các lãnh đạo của hai đảng này hoặc bị bắt hoặc phải chạy ra nước ngoài. Không rõ hiện có bất kỳ một đảng Hutu nào được phép hoạt động tại Rwanda hay không.
Sau cuộc diệt chủng năm 1994, RPF đã thành lập một chính phủ độc đảng "dựa trên cơ sở liên minh. " Paul Kagame trở thành Phó tổng thống. Năm 2000, ông được nghị viện bầu làm Tổng thống Rwanda.
Một hiến pháp mới, do chính phủ Kagame soạn thảo, đã được thông qua trong cuộc trưng cầu dân ý năm 2003. Cuộc bầu cử tổng thống và nghị viện đầu tiên thời hậu chiến đã được tổ chức vào tháng 8 và tháng 9 năm 2003. Các đảng đối lập bị cấm hoạt động cho đến ngay trước cuộc bầu cử vì thế không có sự đối lập thực sự với RPF. Chính phủ do RPF lãnh đạo tiếp tục khuyến khích tái thiết và thống nhất trong toàn bộ người dân Rwanda như được quy định trong hiến pháp mới ngăn cấm bất kỳ hành động chính trị dựa trên sự phân biệt sắc tộc, dòng giống hay tôn giáo. Quyền quay trở về nước của những người Rwanda đã phải bỏ nước ra đi trong giai đoạn 1959 tới 1994, đặc biệt là người Tutsi, được đảm bảo trong hiến pháp, nhưng lại không đề cập tới quyền quay trở về của người Hutu đã phải bỏ chạy tới Congo trong làn sóng khủng hoảng người tị nạn lớn năm 1994-1998 trước các lực lượng RPF của Kagame. Tuy nhiên, hiến pháp đảm bảo "Tất cả những người có nguồn gốc từ Rwanda và con cháu của họ, sẽ, khi họ yêu cầu, được trao quốc tịch Rwanda" và "Không người Rwanda nào sẽ bị trục xuất khỏi đất nước. "
Theo luật pháp, ít nhất một phần ba đại diện nghị viện phải là phụ nữ. Mọi người tin rằng phụ nữ sẽ không cho phép những cuộc giết người hàng loạt như trong quá khứ diễn ra một lần nữa. Rwanda đứng đầu trong một cuộc điều tra gần đây trên toàn thế giới về tỷ lệ phụ nữ trong nghị viện với đại diện phụ nữ lên tới 49%, cao nhất thế giới.
Thượng viện có ít nhất 26 thành viên, mỗi người phục vụ nhiệm kỳ 8 năm. Ít nhất 1/3 vị trí phải do phụ nữ nắm giữ. 8 vị trí do Tổng thống chỉ định. 12 được bầu theo đại diện từ 11 tỉnh và thành phố Kigali. Bốn thành viên được Tòa án Các tổ chức Chính trị (một tổ chức gần giống hình thức chính phủ hiện là một phương tiện của đảng chính trị ưu thế) đề xuất; một thành viên là giảng viên đại học hay nhà nghiên cứu được các trường đại học công bầu ra; một thành viên là giảng viên đại học hay nhà nghiên cứu do các trường đại học tư bầu. Bất kỳ một cựu tổng thống nào đều có quyền hiện diện thường trực trong Thượng viện. Theo hệ thống này, có tới 12 thành viên Thượng viện do Tổng thống và đảng của ông chỉ định. Các thành viên được bầu phải được Tòa án Tối cao thông qua.
14 thành viên của Tòa án Tối cao được Tổng thống đề nghị và được Thượng viện thông qua.
Viện đại biểu có 80 thành viên, với nhiệm kỳ 5 năm; 24 ghế được dành cho phụ nữ và do các tỉnh bầu ra; 53 ghế có thể là phụ nữ hay nam giới và cũng được bầu bởi các cuộc bầu cử địa phương; 2 ghế được bầy bởi Hội đồng Thanh niên Quốc gia; 1 ghế do Liên hiệp các hội người tàn tật bầu.
Tổng thống và Người phát ngôn Viện đại biểu phải thuộc các đảng chính trị khác nhau. Tổng thống được bầu với nhiệm kỳ 7 năm và có thể phục vụ tối đa hai nhiệm kỳ.
Tuy nhiên, vào năm 2006 cơ cấu quốc gia đã được tổ chức lại. Hiện không rõ nó ảnh hưởng sau tới các tỷ lệ đại biểu được bầu.
Chính phủ Rwandan hiện nay, do Paul Kagame lãnh đạo, đã được ca ngợi vì mang lại được an ninh, sự hòa giải và phát triển kinh tế, nhưng cũng bị chỉ trích bởi một số hành động quá thiên về quân sự và không khoan dung đối lập. Đất nước này hiện thu hút nhiều khách du lịch quốc tế và được coi là một điểm đến an toàn của du khách, với chỉ một vụ tấn công lựu đạn duy nhất vào đầu năm 2007 quanh Vườn quốc gia Volcanoes gần Gisenyi.
Với các đài truyền thanh và báo chí độc lập mới, Rwanda đang nỗ lực xây dựng một nền báo chí tự do, nhưng đã có những báo cáo về sự mất tích của các nhà báo và những rắc rối với những bài báo có ý nghi ngờ chính phủ.
Việc tiếp sóng France International đã bị chính phủ Rwanda ngăn cấm năm 2006 khi đài này bắt đầu chỉ trích Kagame và RPF.

## Phân chia hành chính

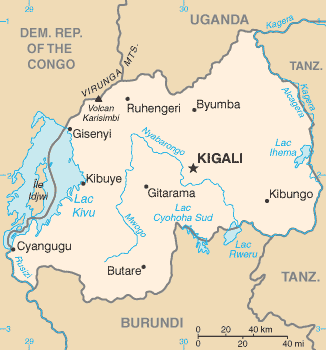
Bản đồ Rwanda

Rwanda được chia thành năm tỉnh (tiếng Rwanda: intara) và các tỉnh được chia tiếp thành ba mươi quận (tiếng Rwanda: akarere). Các tỉnh gồm:
- Tỉnh Bắc
- Tỉnh Đông
- Tỉnh Nam
- Tỉnh Tây
- Tỉnh Kigali

Trước ngày 1 tháng 1 năm 2006, Rwanda có mười hai tỉnh, nhưng chúng đã bị xóa bỏ và phân chia lại như một phần của chương trình phi trung ương hóa và tái tổ chức.

## Địa lý
Đất nước nhỏ này nằm gần trung tâm châu Phi, vài độ chếch hướng nam xích đạo. Rwanda ngăn cách với Cộng hòa Dân chủ Congo bởi Hồ Kivu và thung lũng Sông Ruzizi ở hướng tây; ở phía bắc nước này giáp với Uganda, và phía đông với Tanzania, phía nam với Burundi. Thủ đô Kigali nằm ở trung tâm đất nước.
Vùng nông thôn Rwanda chủ yếu là những cánh đồng cỏ và những trang trại nhỏ trải dài theo những ngọn đồi, với những diện tích bị ngăn cách bởi các dãy núi chạy về phía đông nam từ một dãy núi lửa ở phía tây bắc. Sự phân chia giữa các hệ thống sông Congo và Nin trải dài từ bắc xuống nam qua tây Rwanda ở độ cao trung bình lên tới 9.000 foot (2.740  m). Trên những sườn phía tây dải núi này, các vùng đất dốc bất ngờ chuyển hướng về Hồ Kivu và châu thổ sông Ruzizi, và hình thành một phần của Thung lũng tách giãn Lớn. Các sườn phía đông thoai thoải hơn, với các ngọn đồi trải dài suốt những vùng đất cao trung tâm và dần nâng độ cao, tới các đồng bằng, đầm lầy và hồ nước ở vùng biên giới phía đông. Vì thế nước này cũng được gọi là "Vùng đất một nghìn quả đồi". Năm 2006, một đoàn thám hiểm của người Anh đã thông báo rằng họ định vị được dòng đầu nguồn dài nhất của Sông Nin tại Rừng Nyungwe.

## Khí hậu
Rwanda là một quốc gia nhiệt đới; độ cao lớn khiến nước này có khí hậu ôn hòa. Ở vùng núi, băng giá và tuyết có thể xảy ra. Nhiệt độ trung bình ban ngày gần Hồ Kivu, ở độ cao 1.463  m (4.800 foot) là 23°C (73°F). Rwanda được coi là thủ đô sét của thế giới, Lượng mưa hàng năm trung bình 830  mm (31 inch) nhưng nói chung lượng mưa cao hơn ở vùng núi phía tây và tây bắc so với các đồng cỏ phía đông.

## Vận tải
Hệ thống vận tải tại Rwanda tập trung chủ yếu ở mạng lưới đường bộ, với những con đường trải nhựa nối giữa thủ đô Kigali và hầu hết các thành phố, thị trấn lớn trong nước. Rwanda cũng có đường bộ kết nối tới các quốc gia khác ở Đông Phi, và đây là con đường xuất nhập khẩu chính cho các mặt hàng ở nước này. Rwanda có một sân bay quốc tế tại Kigali, phục vụ cả các chuyến bay quốc tế và nội địa, và một mạng lưới vận tải đường sông hạn chế giữa các thành phố trên Hồ Kivu. Một lượng lớn đầu tư vào cơ sở hạ tầng giao thông đã được chính phủ tiến hành từ cuộc diệt chủng năm 1994, với sự trợ giúp của Liên minh châu Âu, Trung Quốc, Nhật Bản và các nước khác.
Hình thức vận tải công cộng chủ yếu trong nước là taxi chung, với các tuyến cao tốc nối các thành phố lớn và nội bộ ở hầu hết các làng dọc theo các con đường chình của đất nước. Dịch vụ xe buýt dẫn tới nhiều quốc gia lân cận.
Năm 2006, chính phủ Trung Quốc đã đề xuất tài trợ cho một cuộc nghiên cứu xây dựng một tuyến đường sắt nối từ Bujumbura ở Burundi tới Kigali ở Rwanda tới Isaki ở Tanzania. Một đoàn đại biểu từ ngành đường sắt Mỹ BNSF cũng đã gặp Tổng thống Paul Kagame để đàm phán về một con đường từ Kigali tới Isaki và cùng lúc ấy chính phủ thông báo rằng họ đã lựa chọn một công ty tư vấn Đức để tiến hành công việc chuẩn bị cho tuyến đường đề xuất.

## Kinh tế
Rwanda là một quốc gia nông thôn với khoảng 90% dân số sống bằng nông nghiệp (chủ yếu tự cung tự cấp). Nước này nằm kín trong lục địa với rất ít nguồn tài nguyên thiên nhiên và hạ tầng công nghiệp. Các mặt hàng xuất khẩu chính gồm cà phê và chè, những năm gần đây có thêm các sản phẩm khoáng sản (chủ yếu Coltan, được dùng trong chế tạo hàng điện tử các thiết bị viễn thông như điện thoại di động) và hoa. Du lịch cũng là ngành có tốc độ tăng trưởng tốt, chủ yếu là du lịch sinh thái (Rừng Nyungwe, Hồ Kivu) và loài khỉ đột (gorilla) nổi tiếng thế giới và đặc hữu tại vườn Virunga. Nước này có Tổng sản phẩm quốc gia (GNP) thấp, và từng được coi là một Quốc gia nghèo có gánh nặng nợ nần lớn (HIPC). Năm 2005, hoạt động kinh tế và hiệu năng quản lý chính phủ nước này khiến Các định chế Tài chính Thế giới đã quyết định xóa bỏ hầu như toàn bộ các khoản nợ của họ.
Theo Chương trình Lương thực Thế giới, ước tính 60% dân số sống dưới mức nghèo khổ và từ 10-12% phải đối mặt với tình trạng mất an ninh lương thực hàng năm.
Quản lý đất đai là yếu tố quan trọng nhất trong những cuộc xung đột tại Đông Phi.
Đáng ngạc nhiên, dù hệ thống phong kiến về sử dụng đất đai đã biến mất với cuộc "Cách mạng Xã hội" năm 1959, hoạt động lĩnh canh lại xuất hiện sau sự quay trở lại của chính phủ RPF năm 1994, với các chính sách sử dụng đất của chính phủ RPF mới được thể chế hóa thành luật pháp năm 2005.
Những luật lệ về sử dụng đất đai này có mục đích chuyển những mảnh đất nhỏ, phân tán và có sản lượng thấp trở thành những khu vực canh tác lớn có sản lượng cao sản xuất ra sản phẩm cho thị trường quốc tế (cũng như thị trường địa phương). Nếu nông dân không thể thực hiện kế hoạch nhà nước, đất đai của họ sẽ bị trưng thu không bồi thường và mảnh đất đó có thể bị giao cho người khác.
Mặc dù một phong trào sở hữu ruộng đất cá nhân đã diễn ra ở thời điểm độc lập, sự khan hiếm đất đai trên hầu khắp đất nước Rwanda khiến việc này không thể diễn ra. Cuộc cải cách ruộng đất hiện nay ở một số mặt tương tự với hệ thống kiểm soát đất đai "igikingi" của triều đình Tutsi, và chính phủ thuộc địa Bỉ, đã từng được áp dụng ở thời điểm trước độc lập.
Tây bắc Rwanda có truyền thống áp dụng một hình mẫu tập trung đất đai dưới sự quản lý địa phương, chứ không phải dưới sự quản lý trung ương của Mwami, được gọi là "ubokonde bw' isuka" ở thời tiền thuộc địa.
Vì thế vùng tây bắc Rwanda phản đối mạnh mẽ nhất chính sách quản lý đất đai trung ương tương tự igikingi, lấy đi quyền của những người sở hữu địa phương. Một số nông dân phản đối chính sách này khi nó bắt đầu được áp dụng trong thập niên 1990 đã bị phạt hay bỏ tù; chính sách này hiện vẫn gây nhiều tranh cãi.
Luật cũng xác định chính sách bắt buộc tập trung khu vực sinh sống theo đó những người sống rải rác phải rời về các khu "làng" tập trung do chính phủ lập ra được gọi là imidugudu.
Thay vì mỗi gia đình sống trên mảnh đất của riêng mình, các làng sẽ được tái lập, để có được nhiều đất trồng trọt hơn.
Khi chính sách này được áp dụng trên phạm vi rộng hồi cuối thập niên 1990, chính quyền trong một số trường hợp đã dùng tới vũ lực, hình phạt và nhà tù để tiến hành tái định cư.
Ít nhất hai imidugudu đã được thành lập ở phía tây bắc Rwanda năm 2005, dẫn tới việc mất đất đai của những nông dân địa phương. Dù luật tuyên bố công nhận những quyền theo phong tục về đất đai, nó bác bỏ việc sử dụng theo phong tục việc sử dụng những vùng đầm lầy của người nghèo và xóa bỏ các quyền quan trọng của những vị chủ đất giàu có (abakonde) ở vùng tây bắc.
Tuy nhiên, chính sách này cũng đảm bảo khả năng của chính phủ trong việc tiến hành quyền trưng dụng vì những lý do môi trường, mà họ đã thực hiện vào năm 2007 khi đuổi những người định cư xâm lấn khu vực Hồ Kivu trong một nỗ lực nhằm bảo vệ môi trường ở đó.
Chính phủ cũng đang tìm kiếm biện pháp nhằm thu khí methane từ Hồ Kivu cung cấp cho nhu cầu năng lượng quốc gia.
Không có thị trường vốn đúng nghĩa tại Rwanda. Cho tới gần đây chính phủ vẫn là bên cung cấp chủ yếu các dịch vụ kinh tế. Các thị trường tiền tệ và tài chính chủ yếu thuộc 9 ngân hàng và 6 công ty bảo hiểm với sở hữu ưu thế của nhà nước. Hơn 200 định chế tín dụng nhỏ, thường được các nhà tài trợ nước ngoài hỗ trợ, đã xuất hiện ở Rwanda (đặc biệt từ năm 2004), nhưng nhiều tổ chức không đăng ký, không được kiểm soát và thường quản lý kém cỏi. Nhiều tổ chức đã bị chính phủ Rwanda đóng cửa năm 2006.
Tháng 9 năm 2006, Ngân hàng Thế giới đã phê duyệt khoản trợ cấp US$10 triệu cho Rwanda để phát triển kỹ thuật thông tin và viễn thông.

## Nhân khẩu
Tôn giáo tại Rwanda (2002)
Đa số người Rwanda nói tiếng Kinyarwanda. Trước khi những kẻ thực dân châu Âu tới đây, chưa hề có lịch sử bằng chữ viết. Ngày nay, nước này có khoảng 84% người Hutu, 15% người Tutsi, và 1% người Twa, với các cộng đồng thiểu số Nam Á, Ả Rập, Pháp, Anh và Bỉ nhỏ hơn. Khoảng 56.5% dân số là tín đồ Cơ đốc giáo La Mã, 26% Tin lành, 11.1% Adventist, và 4.6% Hồi giáo, các đức tin truyền thống 0.1%, vô thần 1.7% (2001).

## Văn hóa

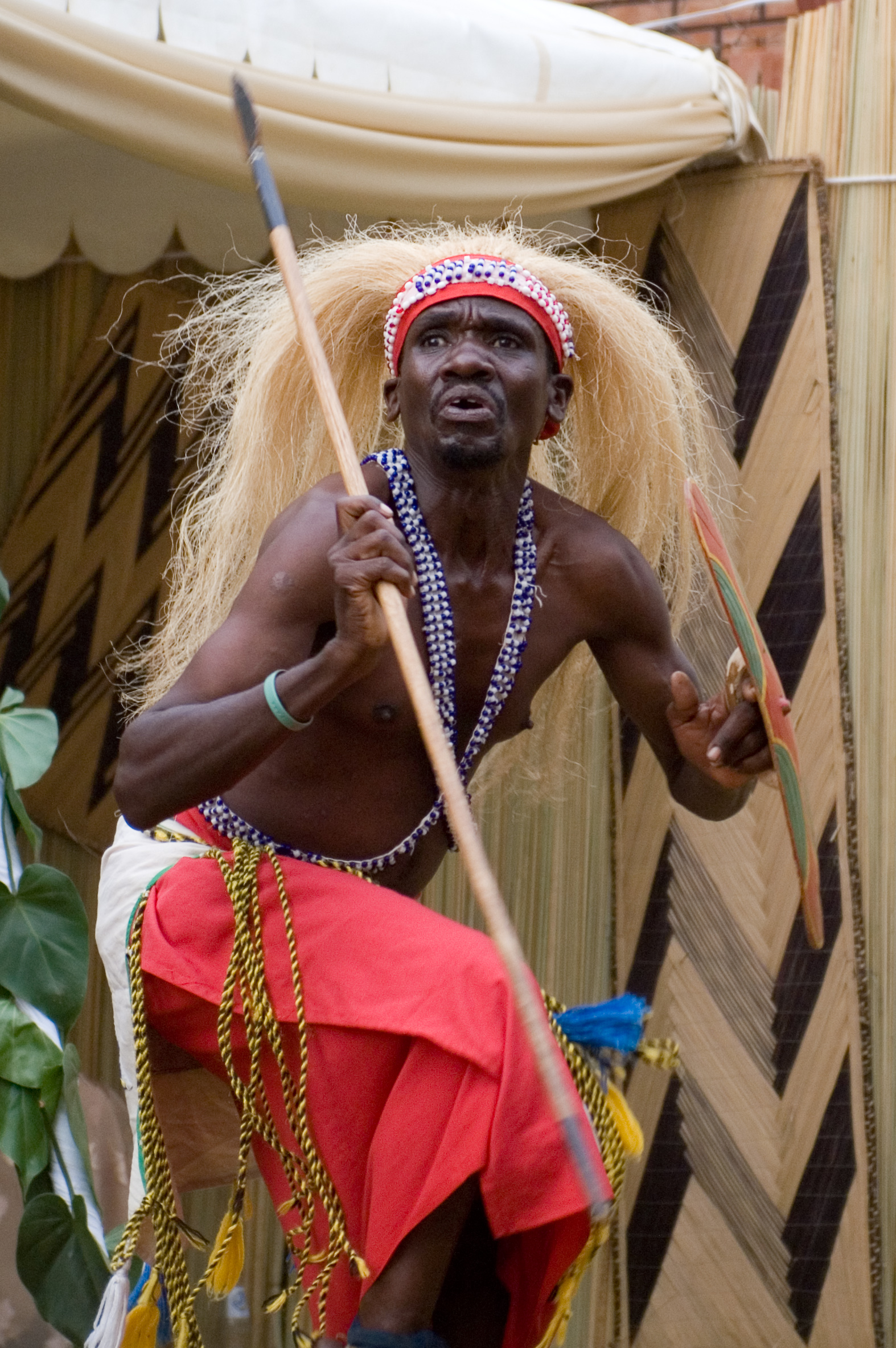
Vũ công Intore.

Người pygmy Twa được coi là một trong những chủng tộc lâu đời nhất trên trái đất, theo những phân tích mitochondrial DNA. Cùng với người Efé và BaMbuti tại vùng Ituri, BayAka tại Cộng hòa Trung Phi, người San (Bushmen) tại Namibia, và người Hadzabe tại Tanzania, họ là đại diện cho những hậu duệ còn lại của một số trong những nền văn hóa lâu đời nhất trên trái đất. Tương tự như đối với một số nhóm người khác, một số người Twa vẫn sinh sống theo kiểu săn bắn hái lượm (trong Vườn Quốc gia Rừng Nyungwe), dù đa số đã bị buộc phải chấp nhận trở thành những lao động cấp bậc thấp trong xã hội khi đất đai ngày một mất đi. Với sự nhấn mạnh mới đây trên sự "không chủng tộc" tại Rwanda, những quyền lợi của họ thậm chí còn mất đi và họ đang ở ven rìa xã hội Rwanda.
Người "Intore, " từng là giới tinh hoa của quân đội Tutsi truyền thống, không chỉ được huấn luyện quân sự mà còn cả nhảy cao và nhảy múa. Họ nổi tiếng về một kỹ thuật đáng chú ý cho phép nhảy cao tới 7 feet (2.4 mét). Intore đã trở nên nổi tiếng toàn thế giới với tư cách các vũ công năm 1958 khi cuộc triển lãm thế giới (World Expo) được tổ chức ở Brussels. Ngày nay các vũ công Intore là một phần của truyền thống dân gian đặc sắc của Rwanda.